# Le grand macabre
A Le grand macabre Ligeti György kétfelvonásos operája, amelyet 1974–1977 között írt. A darab ősbemutatójára 1978. április 12-én került sor a Stockholmi Királyi Operaházban. A magyarországi bemutatóra húszéves késéssel, 1998. október 29-én került sor a budapesti Thália Színházban.

## Az opera szereplői
| Szereplő                                         | Hangfekvés   |
| ------------------------------------------------ | ------------ |
| Piet von Fass                                    | tenor        |
| Gioconda                                         | szoprán      |
| Giocondo                                         | mezzoszoprán |
| Nekrotzar, a halál angyala                       | bariton      |
| Mescalina                                        | alt          |
| Astradamors, udvari asztrológus, az előbbi férje | basszus      |
| Vénusz                                           | szoprán      |
| Ávónő                                            | szoprán      |
| Fehér miniszter                                  | próza        |
| Fekete miniszter                                 | próza        |
| Gog-go herceg                                    | gyermekhang  |
| Három martalóc                                   | basszusok    |

- Történik: Brueghelland hercegségében, meghatározhatatlan időben

## Az opera cselekménye
Nekrotzar előjön sírjából. Találkozik Piettel és elmondja neki, hogy éjfélig el fogja pusztítani a világot. Tudtára adja továbbá, hogy az emberiség leigázásához lóra van szüksége és ő fogja betölteni ezt a szerepet. Nekrotzar így Piet hátán lovagolva állít be az udvari asztrológushoz. Astrodamors női fehérneműben kelleti magát. Mescalina nemi vágya kielégíthetetlen, a halál angyala ezért végül megöli. Az özvegy férj pedig boldogan követi neje gyilkosát. A kamasz Gog-go herceget az egyet nem értő fehér és fekete miniszter pár befolyásolja döntéseiben. Feltűnik egy vörös üstökös az égen, hozza a hírt az Ávónő, akit úrnak szólítanak, rendkívül titokzatos és zagyva. Ez rosszat jelent, úgyhogy a miniszterek végül lelépnek.
Nektrotzar és kísérete bevonul a hercegi palotába. Innen akarják irányítani a világ végét. Piet és az Astrodamors borral kínálják a halál angyalát, aki jó alaposan felönt a garatra. Nagy lakomát csapnak, amelyen felmerül a kérdés: ki is valójában Nekrotzar? Kiderül, hogy nem más, mint Mescalina első férje, aki ezért lett inkább a halál angyala. Nektrotzar ezután úgy berúg, hogy elmulasztja a világvégét: ilyen állapotban nem lehet kipusztítani az emberiséget, pedig a polgárok már a mennyben hitték magukat. De hamar rádöbbenek: csak az ital okozta az egészet. A megszégyenült Nektrotzar végül elbújdosik.
Megjegyzés: Ez csak a rendkívül szerteburjánzó cselekmény vázlata.

## Az opera zenéje és szövegkönyve
A Le grand macabre a műfaji megjelölése szerint a középkori misztériumjátékokat felidéző anti-opera. A librettó Michael Meschke és a zeneszerző munkája, a történet alapja Michel de Ghelderode La Ballade du Grand Macabre (A nagy halál balladája) című abszurd drámája volt. A darab az operatörténet egyik legformabontóbb alkotása. A cselekmény minden logika nélkül egymás mellé helyezett kusza, groteszk jelenetsorozatból bomlik ki, összeolvassa az apokalipszis világvége hangulatát a vásári komédiákkal.
A zenében találkozunk hagyományos és avantgárd elemekkel. Ligeti esztétikummá emeli a banalitást, ezzel a pop-arthoz közelíti művét. A zenei anyagban felelhetők utalások a barokk, a klasszicista, a romantikus zenére, valamint az operahagyományra. Ezeket a stílus idézetek a rikító hangszerelés idegeníti el a eredetüktől: egy Schubert dallamot cseleszta szólaltat meg, egy Monteverdire emlékeztető toccata pedig autódudákon szólal meg. Tizenkét autóduda és egy részeg énekelte Dies irae indítja a nem mindennapi operát. Ligeti akusztikai hulladék anyagból, készen talált tárgyakból építkezik, ezeket ágyazza bele az avantgárd elemeiből megformált sajátosan egyéni stílusába.